# Tavisupleba
Tavisupleba (georgisk: თავისუფლება, frihed) er Georgiens nationalsang. Teksten er skrevet af Davit Maghradze (დავით მაღრაძე) og musikken er komponeret af Zakaria Paliasjvili (ზაქარია ფალიაშვილი), men tilpasset af Ioseb Kechakmadze (იოსებ კეჭაყმაძე). Efter Rosenrevolutionen i 2003 besluttede man at skifte både landets flag, våbenskjold og nationalsang. Ændringen af symbolerne skete på baggrund af det succesrige omstyrtning af den tidligere regering i den ublodige revolution. Året efter erstattede Tavisupleba den gamle nationalsang, Dideba zetsit kurteuls.

## Musik
Musikken til nationalsangen er taget fra de to georgiske operaer Abesalom da Eteri fra 1918 ("Abesalom og Eteri") og Daisi fra 1923 ("Mørkets frembrud"), komponeret af Zachary (Zacharia) Paliashvili (ზაქარია ფალიაშვილი, 1871–1933), faren til den georgiske klassiske musikgenre.

## Officielle tekster
| Georgisk | Translitteration | Officiel engelsk oversættelse (georgiske regering) |
| --- | --- | --- |
| ჩემი ხატია სამშობლო, სახატე მთელი ქვეყანა, განათებული მთა-ბარი, წილნაყარია ღმერთთანა. თავისუფლება დღეს ჩვენი მომავალს უმღერს დიდებას, ცისკრის ვარსკვლავი ამოდის ამოდის და ორ ზღვას შუა ბრწყინდება, და დიდება თავისუფლებას, თავისუფლებას დიდება! | Çemi xaṫia samşoblo, Saxaṫe mteli kveqana, Ganatebuli mta-bari Ċilnaqaria Ġmerttana. Tavisupleba dġes çveni Momavals umġers didebas, Cisk̇ris varsk̇vlavi amodis Amodis da or zġvas şua brċqindeba, Da dideba tavisuplebas, Tavisuplebas dideba! | Our icon is the homeland Trust in God is our creed, Enlightened land of plains and mounts, Blessed by God and holy heaven. Freedom we have learnt to follow Makes our future spirits stronger, Morning star will rise above us And lighten up the land between the two seas. Glory to long-cherished freedom, Glory liberty! |

## Eksterne links
- Wikimedia Commons har flere filer relateret til Tavisupleba

- Wikisource har kildemateriale til denne artikel

- Wikisource har kildemateriale til denne artikel hentet fra თავისუფლება

- Georgiens parlament Tekster (georgisk)
- Georgiens præsidents kontor Tekster og media Arkiveret 24. oktober 2015 hos  Wayback Machine (georgisk)